# María José Sierra
María José Sierra Moros (Zaragoza, 3 de abril de 1967) es una médica española especialista en medicina preventiva y salud pública y epidemiología. En marzo de 2020, debido a la imposibilidad de Fernando Simón de ejercer sus funciones, asumió la portavocía del Ministerio de Sanidad para la pandemia de coronavirus. Es jefa de área del  Centro de Coordinación de Alertas y Emergencias Sanitarias del Ministerio de Sanidad de España y un alto cargo sanitario del Estado.

## Biografía
María José Sierra Moros nació en Zaragoza, aunque su familia tiene raíces en Cariñena y Daroca. Se licenció en Medicina por la Universidad de Zaragoza, donde también hizo el MIR de Medicina Preventiva y Salud Pública, y se trasladó más tarde a Madrid. Doctora en Medicina por la Universidad Autónoma de Madrid en el año 2000, con una tesis titulada Homocisteína, folato, vitamina B6 y B12 como factores de riesgo en la enfermedad cerebrovascular; estudio de casos y controles, dirigida por el catedrático José Ramón Banegas.

## Trayectoria
Experta en virus y epidemias, con numerosos artículos científicos en su currículum, es funcionaria de carrera del Cuerpo de Médicos de la Sanidad Nacional. En 2001, Sierra fue nombrada jefa de sección en la Dirección General de Salud Pública y Consumo dentro de la Subdirección General de Promoción de la Salud y Epidemiología.  
Es experta en emergencias sanitarias, responsable de numerosas investigaciones sobre enfermedades de importante repercusión a nivel global. Entre ellas cabe destacar los estudios sobre el Zika. Además, Sierra Moros ha investigado los riesgos de la circulación del virus del Nilo Occidental en España, la posible introducción y circulación del dengue o sobre la situación epidemiológica y de los factores de riesgo de transmisión de la Leishmania Infantum en España, así como de la gripe A. Junto al doctor Simón y otros diez investigadores, formó parte del comité de gestión de la situación de la fiebre hemorrágica Crimea-Congo, después de que salieran a la luz dos casos en el año 2016.
Forma parte de la Red Española de Laboratorios de Microbiología, creada a finales de 2019 y coordinada a nivel nacional por un Comité dependiente del Ministerio de Sanidad, Consumo y Bienestar Social y del Instituto de Salud Carlos III (ISCIII), para el diagnóstico y estudio molecular de enfermedades infecciosas producidas por microorganismos que resisten a antibióticos actuales.

### Portavoz del Ministerio de Sanidad
El 30 de marzo de 2020 se hizo cargo de la portavocía del Ministerio de Sanidad, en sustitución de Fernando Simón, al dar este positivo por coronavirus.